# Сибирское вече
«Сибирское вече» («Содружество Языческих Общин Сибири — Сибирское Вече», «СибВече») — российская неоязыческая организация, действующая на территории ряда сибирских регионов России и на территории Казахстана. Официально зарегистрирована в 2015 года. Основу организации составляют славянские неоязычники.
Представляет собой объединение славянских неоязычников (родноверов), но предполагается, что в объединение могут входить коллективно и индивидуально представители всех автохтонных сибирских религий. По состоянию на 2016 год главой является координатор Трислав из Алтайского края; общины имеются в Новосибирске (две, в том числе в рамках скандинавского неоязычества — Евгения Нечкасова — Askr Svarte), Красноярске, Томске, Кемерово, Барнауле и селе Ребрихе Алтайского края, а также в Алма-Ате (Казахстан).
Согласно уставу организации, участниками могут быть общины (религиозные организации) любых традиционных языческих культов, осуществляющих свою деятельность на территории Сибири и/или являющихся для этой территории автохтонными, если их взгляды на язычество с точки зрения руководства «предоставляют адекватную информацию о языческих традициях и не используют в своей практике информацию наносящую вред язычеству в целом и/или представителям определённого языческого течения».
Объединение осуждает викканство, радикальные направления бурханизма, а так же труды Николая Левашова, Владимира Голякова, Гвидо фон Листа и многих других неоязыческих идеологов славянского и германо-скандинавского направления.